# Triantha occidentalis
Triantha occidentalis ist der Name einer Pflanzenart aus der Gattung Triantha aus der Familie der Simsenliliengewächse (Tofieldiaceae) innerhalb der Ordnung der Froschlöffelartigen (Alismatales). Sie wurde erst 2021 als fleischfressende Pflanze erkannt und sie gehört zu den seltenen einkeimblättrigen Gattungen, bei denen karnivores Verhalten sicher nachgewiesen ist.

## Habitus

### Vegetative Beschreibung
Triantha occidentalis ist ein mehrjähriges, rhizombildendes Kraut mit schwach ausgebildeten, langen und leicht drahtigen Wurzeln und grundständiger Blattrosette. Sie hat nur wenige (1–3) Blätter. Bis zu Beginn der Blüte bleiben diese eher kurz (10–15 cm), schwertförmig und dicker als die späteren Blätter. Während der Blüte werden die Blattspreiten grasartiger und bis zu 50 cm lang und 8 mm breit.

### Generative Beschreibung
Triantha occidentalis blüht im Hochsommer von Juli bis August. Der Blütenstand ist blattlos und 10–80 cm lang, unterschiedlich drüsig behaart oder nur direkt unterhalb des Blütenstandes mit Drüsen versehen. Die kopf- bis kegelförmigen Drüsen sind gleichmäßig 4–6 mal länger als breit. Der Blütenstand bildet kugelige oder zylindrisch-eiförmige, ährenartige Köpfe aus 3–45 Blüten, manchmal unterbrochen oder offen, 1–8 cm im Durchmesser, drüsig-kurz und weichhaarig. Es sind Hochblätter vorhanden, die den Blütenstiel in Büscheln bilden. Die Kelchblätter sind flach und symmetrisch, 3-lappig bis gespalten vom proximalen Drittel bis zur Basis, Lappen abgerundet bis spitz, oft deutlich ungleichmäßig. Die sechszähligen Blüten stehen meist in Dreierbüscheln, manchmal gedrängt, gelegentlich auch in Abständen. Die Blütenkrone ist weiß oder gelblich, die Blütenblätter sind 3–7 mm lang, die innere Reihe ist etwas länger und schmaler. Die Staubblätter werden 3–6 mm lang. Der Fruchtknoten ist ellipsoid und verjüngt sich zur Griffelbasis hin allmählich.
Die Fruchtkapsel ist eiförmig bis breit-ellipsoid, 4–9 mm lang, deutlich länger als die Blütenblätter und nicht von ihnen umschlossen. Ihre Textur ist papierartig, die Kapseln platzen leicht auf. Die Samen sind rotbraun und ca. 1 mm lang. Sie weisen 1 oder 2 Anhängsel auf, jeweils eines an jedem Ende, selten fehlen sie. Der Samenmantel ist weiß, aufgeblasen und netzförmig.
Die Chromosomenzahl lautet: x = 15.

## Verbreitung und Habitat
Triantha occidentalis ist in den US-Bundesstaaten Alaska, Kalifornien, Idaho, Montana, Oregon, Washington und Wyoming beheimatet, in Kanada wächst sie in den Provinzen Alberta und British Columbia. Die Pflanzen wachsen vornehmlich in Sumpfgebieten, Quellmooren, an Bachufern, Mergelküsten und auf sauerkalkreichen Feuchtwiesen in halbschattigen bis vollsonnigen Arealen. Häufige karnivore Begleiter sind die Sonnentau-Art Drosera rotundifolia (Rundblättriger Sonnentau) und die Fettkraut-Art Pinguicula vulgaris (Gemeines Fettkraut). Triantha occidentalis ist in der Nähe von Siedlungsgebieten recht häufig.

## Systematik
Triantha occidentalis wurde 1879 von dem US-amerikanischen Botaniker Sereno Watson erstbeschrieben. Sie gehört zur Gattung Triantha aus der Familie der Simsenliliengewächse (Tofieldiaceae) innerhalb der Ordnung der Froschlöffelartigen (Alismatales). Sie gehört außerdem zu den Einkeimblättrigen (Monocodyledone). Bis 1995 wurde die Gattung noch den Liliengewächsen (Liliaceae) zugeordnet, bis die Familie der Tofieldiaceae aufgestellt wurde.

Veraltete Synonyme für Triantha occidentalis sind:
- Asphodeliris occidentalis (S.Watson) Kuntze
- Tofieldia occidentalis S.Watson
- Tofieldia glutinosa ssp. occidentalis. (S.Watson) C.L.Hitchc.

Folgende Unterarten werden anerkannt:
- Triantha occidentalis subsp. occidentalis
- Triantha occidentalis subsp. brevistyla (C.L.Hitchc.) Packer
- Triantha occidentalis subsp. montana (C.L.Hitchc.) Packer

## Karnivorie

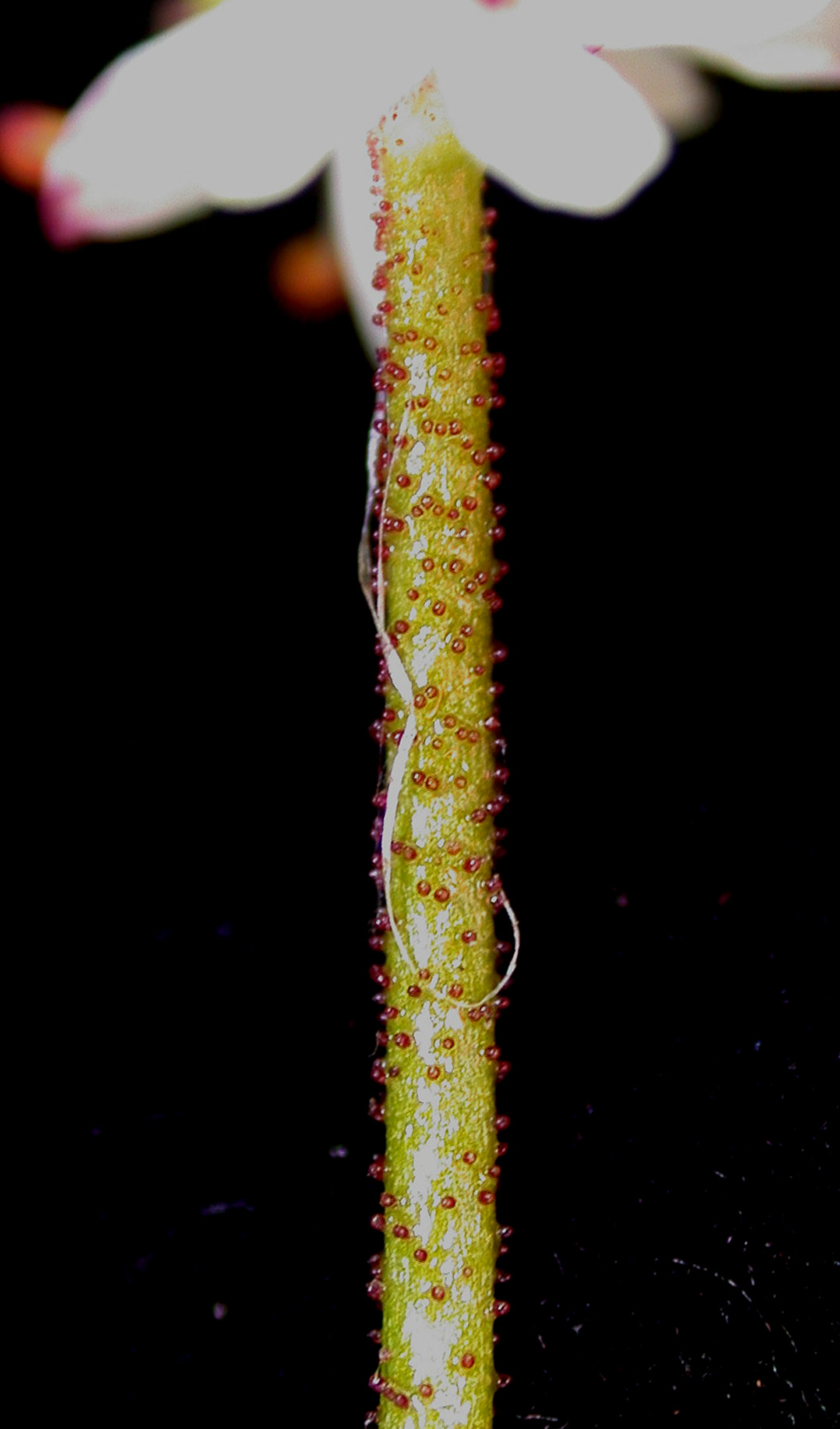
Leimdrüsen an Triantha glutinosa, die Drüsen von Triantha occidentalis sind fast identisch

Ein wichtiger Hinweis auf Karnivorie bei einer Pflanzenart ist der Anteil des Stickstoff-Isotops 15N (sprich N-15) im Pflanzengewebe. 15N ist ein natürlich vorkommendes Isotop, das sich durch Isotopenspaltung während Zersetzungsprozesse in organischem Material anreichert. Sogenannte fleischfressende Pflanzen weisen an ihren Standorten oft auffällig hohe 15N-Werte auf. Erhöhte Werte dieses Isotops hatten die Forscher Qianshi Lin und Sean W. Graham von der Universität Wisconsin–Madison und der Universität von British-Columbia im Jahr 2021 auch in den Blättern von Triantha occidentalis nachgewiesen. Zwei nicht-karnivore Pflanzenarten vom selben Standort (Erigeron peregrinus und Nephrophyllidium crista-galli) zeigten keine erhöhten 15N-Werte. Da Triantha occidentalis (wie alle anderen Schwesterarten auch) auf extrem stickoffarmen Böden wächst, mussten diese Werte durch Zufuhr von außerhalb, anstatt über die Wurzeln, zustande gekommen sein. Außerdem war aufgefallen, dass sämtliche klebrigen Drüsen an den Blütenstängeln mit winzigen Insekten übersät sind. Dies führte zu dem Verdacht, dass Triantha occidentalis „fleischfressend“ sein könnte.
Den eindeutigen Nachweis der Karnivorie lieferten die Forscher, nachdem sie die Pflanzen mit 15N-angereicherten Essigfliegen (Drosophila) fütterten. Daraufhin konnten sie eine Zunahme von 15N vor allem in den Blütenstängeln von Triantha occidentalis beobachten. Der 15N-Wert sank innerhalb zwei Wochen wieder auf das Niveau vor der Fütterung. Die Forscher vermuten, dass der Stickstoff abtransportiert und möglicherweise in den Wurzeln und/oder Rhizomen gelagert wird. Sie berechneten aufgrund ihrer Daten, dass rund 64 % des Stickstoff-Gehaltes in den Blättern von Triantha occidentalis von erbeuteten Tieren stammen könnte. Weitere Untersuchungen konnten zeigen, dass das Exsudat der Drüsen von Triantha occidentalis für Karnivoren typische Phosphatasen enthält. Sie haben die Aufgabe, Phosphat aus den gefangenen Insekten zu extrahieren, aufzuspalten und für die Pflanze verwertbar zu machen.
Eine Besonderheit bei Triantha occidentalis ist der Umstand, dass sie nur zur Blütezeit der Karnivorie nachgeht. Sie ist also gewissermaßen eine „Teilzeit-Karnivore“. Vermutlich liegt die Eigenart darin begründet, dass der Nährstoffvorrat der Pflanze zu Blütebeginn bedenklich niedrig liegt und die Pflanze sich einen Nährstoff-Schub beschaffen muss, um erfolgreich blühen zu können. Ein ähnliches Verhalten ist auch von bestimmten Arten der Schusspflanzen (Stylidium) bekannt. Dabei ist die Nähe der Fangdrüsen zu den Blüten und Knospen augenfällig. Für Bestäuber besteht nämlich die Gefahr, bei ihrer Nektarsuche kleben zu bleiben und verdaut zu werden. Die Forscher fanden heraus, dass die Klebkraft nur ausreicht, um ganz kleine Insekten (wie zum Beispiel Blattläuse) zu fangen, Bestäuber wie Bienen und Schmetterlinge können sich dagegen mühelos wieder befreien. Vermutlich ist die Karnivorie von Triantha occidentalis aus einer Schutzvorrichtung gegen Ungeziefer und Pollenräubern hervorgegangen.
Triantha occidentalis ist nicht die einzige Art aus der Gattung Triantha, die auf Karnivorie untersucht wurde und wird. Auch ihre Schwesterarten Triantha glutinosa und Triantha racemosa stehen im Verdacht, der Karnivorie nachzugehen, weil auch ihre Blütenstängel mit Leimdrüsen bespickt sind und kleine Insekten fangen. Die Leimdrüsen sind in ihrem Aufbau allesamt identisch und auch der 15N-Haushalt weist ähnliche Auffälligkeiten auf. Genauere Laboruntersuchungen stehen aber noch aus.